# Arcumeggia
Arcumeggia (Arcümégia in dialetto varesotto) è l'unica frazione del comune di Casalzuigno in provincia di Varese.
La località è nota perché nel 1956 l'Ente Provinciale per il Turismo decise di trasformarla in un borgo dipinto. Dopo tale decisione, giunsero in paese artisti come Ferruccio Ferrazzi, Aldo Carpi, Sante Monachesi, Aligi Sassu, Ernesto Treccani, Achille Funi, Giuseppe Migneco, Gianni Dova, Gianfilippo Usellini, Innocente Salvini, Giovanni Brancaccio, Bruno Saetti, Enzo Morelli, Remo Brindisi, Fiorenzo Tomea, Eugenio Tomiolo, Francesco Menzio, Ilario Rossi, 
Giuseppe Montanari, Cristoforo De Amicis, Luigi Montanarini, Umberto Faini, Antonio Pedretti, Albino Reggiori e Massimo Antime Parietti.
I dipinti, eseguiti con la tecnica dell'affresco, sono sparsi sulle mura esterne delle case del borgo:
- Giovanni Brancaccio: Ragazza alla finestra, 1956
- Remo Brindisi: Abitanti e lavori del posto, 1957
- Aldo Carpi: Sant'Ambrogio benedice Arcumeggia, 1966; Agnello divino (ceramica), 1967
- Cristoforo de Amicis: Madonna e angelo, 1958
- Gianni Dova: La corrida, 1964
- Umberto Faini: Allegoria della decorazione murale, 1994
- Ferruccio Ferrazzi: Attesa, 1956
- Achille Funi: Madonnina, 1956
- Giuseppe Migneco: La partenza dell'emigrante, 1962
- Francesco Menzio: Bambini tra gli alberi, 1956
- Sante Monachesi: Trionfo di Gea, 1959
- Giuseppe Montanari: San Martino e il povero, 1956
- Luigi Montanarini: Composizione, 1959
- Enzo Morelli: La Samaritana al pozzo, 1956
- Massimo Antime Parietti: Primavera, 1996
- Antonio Pedretti: Nelle Alpi, cuore d'Europa, le radici dell'Unione Europea, 2001
- Albino Reggiori: Cattedrale, 2006
- Bruno Saetti: Maternità, 1956
- Innocente Salvini: La ripartizione della polenta in famiglia, 1971
- Aligi Sassu: Corridori, 1957 e San Martino, 1991
- Fiorenzo Tomea: Crocifisso, 1956
- Eugenio Tomiolo: La Speranza, 1956
- Ernesto Treccani: Composizione agreste, 1974
- Gianfilippo Usellini: Il ritorno dell'emigrante, 1956, Sant'Antonio,1967, San Rocco, 1967 e Severin bef pooc vin!!!, 1964.

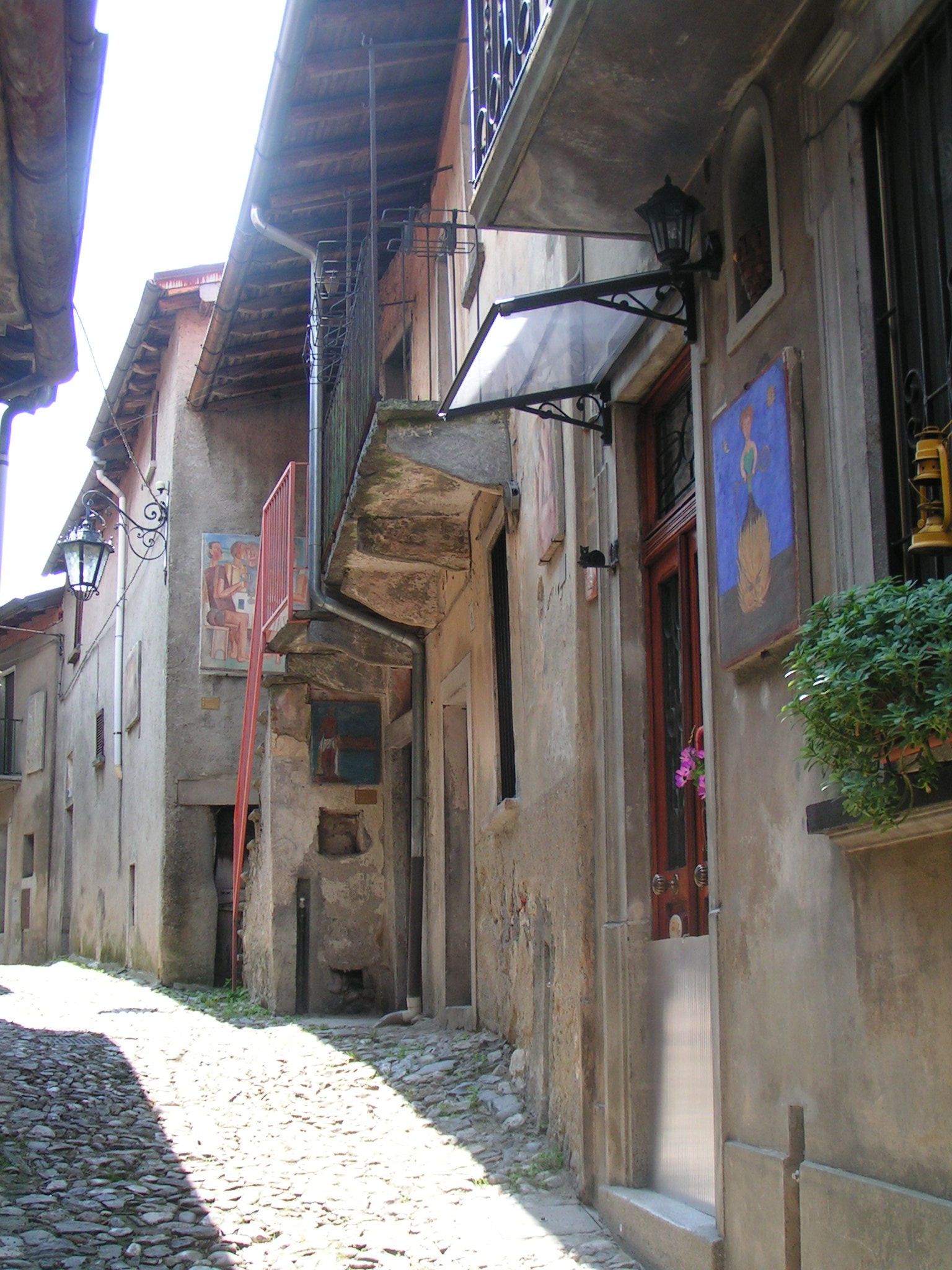
Una via di Arcumeggia, detta "Via degli Allievi" perché vi sono esposte le opere degli allievi delle Accademie di Belle Arti.

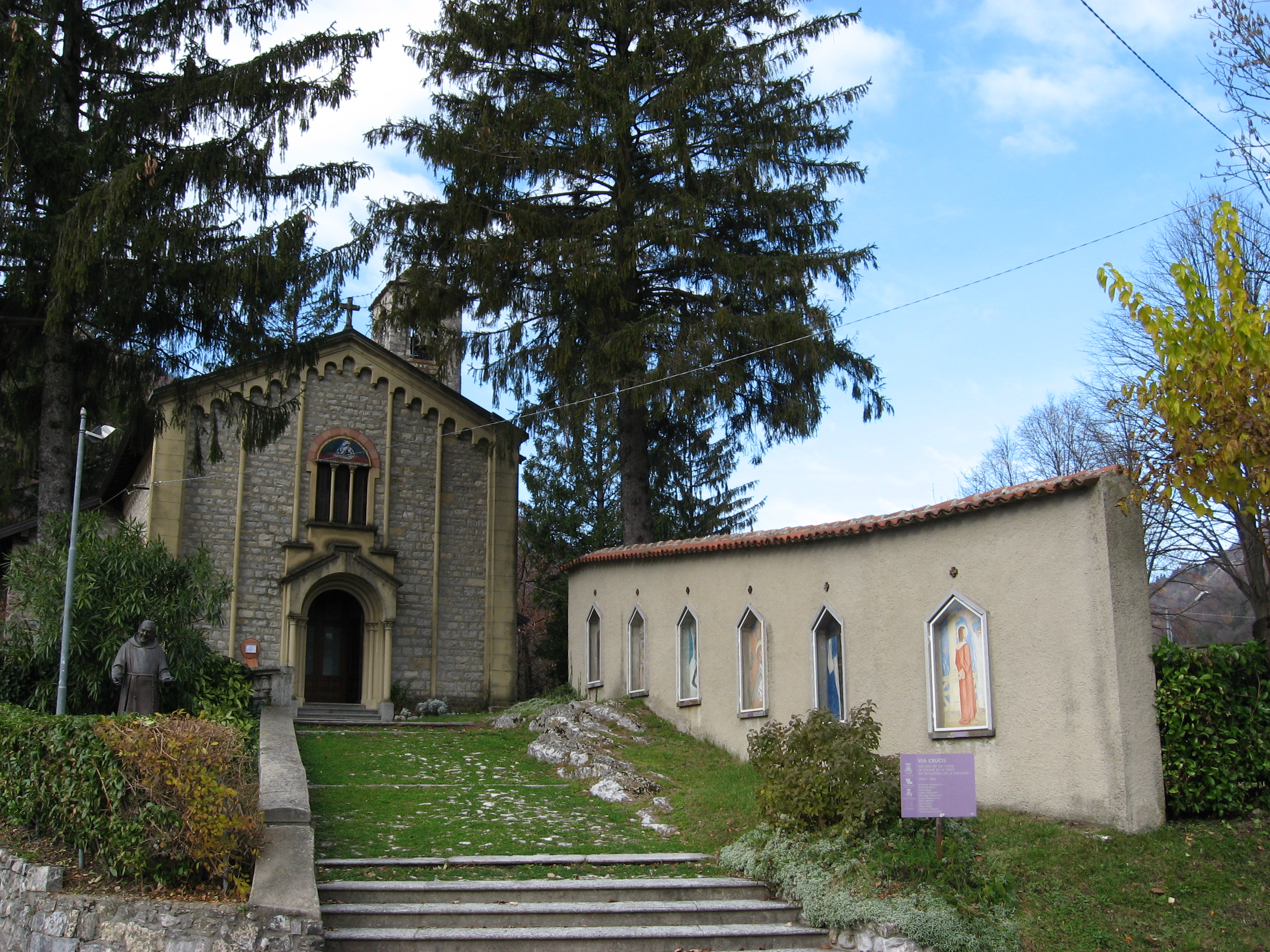
La Chiesa con la Via Crucis dipinta da 11 artisti.

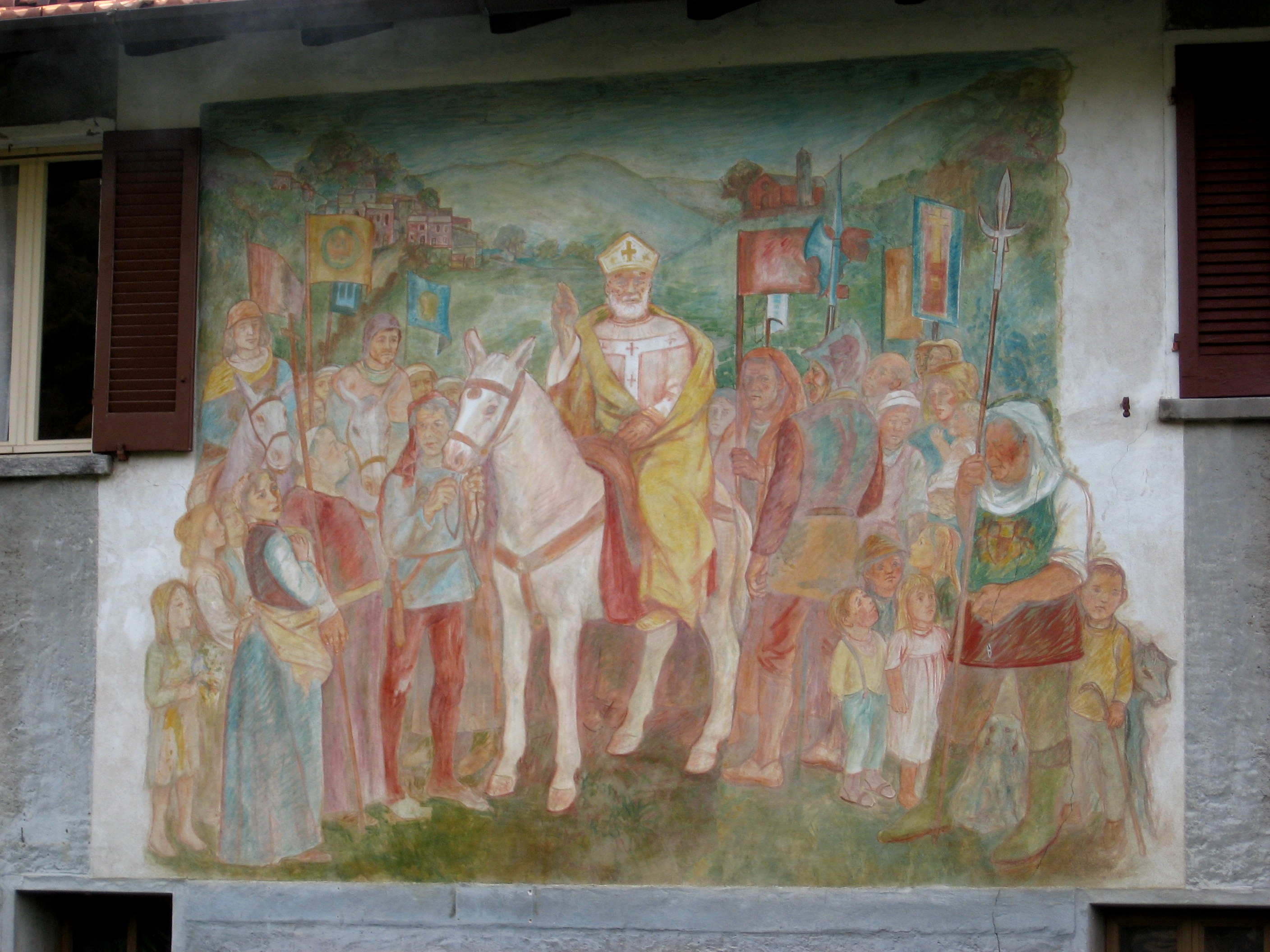
Aldo Carpi, S. Ambrogio benedice Arcumeggia

Accanto alla chiesa, vi è una Via Crucis, con le stazioni affrescate da 11 artisti diversi:
- I - Giuseppe Montanari: Gesù condannato a morte, 1963
- II - Sante Monachesi: Gesù caricato della croce, 1959
- III - Aldo Carpi: Gesù cade la prima volta, 1963
- IV - Remo Brindisi: Incontro di Gesù e Maria, 1960
- V - Enzo Morelli: Gesù aiutato dal Cireneo, 1963
- VI - Ilario Rossi: La Veronica asciuga il volto di Gesù, 1960
- VII - Luigi Montanarini: Gesù cade la seconda volta, 1959
- VIII - Giuseppe Montanari: Gesù incontra le pie donne, entro 1960
- IX - Gianfilippo Usellini: Gesù cade la terza volta, post aprile 1960
- X - Giovanni Brancaccio: Gesù spogliato delle vesti, 1961
- XI - Aligi Sassu: Gesù inchiodato alla croce, 1963
- XII - Aldo Carpi: Gesù muore sulla croce, 1963
- XIII - Gianfilippo Usellini: Gesù deposto dalla croce, 1963
- XIV - Eugenio Tomiolo: Gesù nel sepolcro, 1965.[2]

Notevole è pure la Casa del Pittore che conserva i bozzetti e le prove degli affreschi e ospita corsi estivi di pittura organizzati dall'Accademia di belle arti di Brera.
Arcumeggia è il paese natale dello scultore Giuseppe Vittorio Cerini (1862–1935), di cui si conservano numerose opere in Italia (Torino, Bra, Ceva, San Benigno Canavese, Virle e nel Varesotto) e all'estero (Svizzera e Argentina). Si possono ammirare una piccola gipsoteca nel cortile della casa natale e due opere in marmo nel cimitero locale.
Presso il borgo affrescato è presente, in vicolo Malcotti al civico n° 1, la sede espositiva denominata "Sangalleria", ove si organizzano eventi artistico - culturali di prestigio.

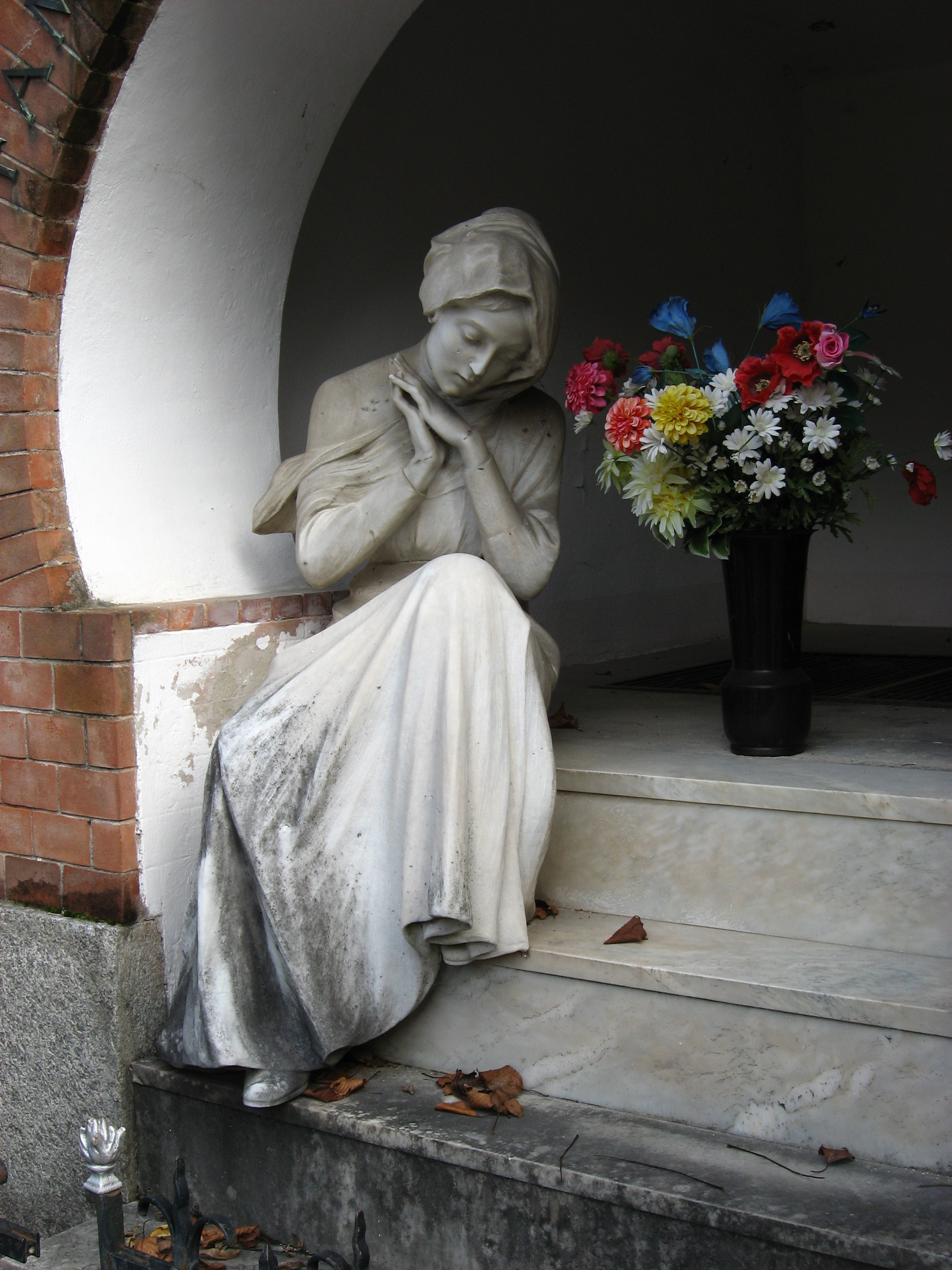
Scultura di Giuseppe Vittorio Cerini (1862–1935)

## Storia
L'insediamento dei Liguri in Valcuvia ha dato origine alla cosiddetta cività dell'Uomo della Valcuvia testimoniata dal ritrovamento di un'ascia preistorica proprio nella frazione di Arcumeggia.
L'origine di Arcumeggia è stata individuata in una fortificazione di epoca romana definita arx-media, fortezza di mezzo, o arcu-media, a metà dell'arco naturale formato dalla valle tra la Valcuvia e la Valtravaglia, che poi diede il nome al paese di Arcumeggia, in latino Arcumedia.
Registrato agli atti del 1751 come un borgo di 168 abitanti, nel 1786 Arcumeggia entrò per un quinquennio a far parte dell'effimera Provincia di Varese, per poi cambiare continuamente i riferimenti amministrativi nel 1791, nel 1798 e nel 1799. Alla proclamazione del Regno d'Italia nel 1805 risultava avere 195 abitanti. Nel 1809 il municipio fu soppresso su risultanza di un regio decreto di Napoleone che lo annesse a Vergobbio, per poi passare sotto Cuvio nel 1812. Il Comune di Arcumeggia fu poi ripristinato con il ritorno degli austriaci. L'abitato crebbe poi discretamente, tanto che nel 1853 risultò essere popolato da 271 anime, salite a 303 nel 1871. Il processo si invertì però alla fine del XIX secolo a causa della mancata industrializzazione della montagna, tanto che nel 1921 si registrarono 245 residenti. Fu così che nel 1927 il fascismo decise la definitiva soppressione del comune, unendolo a Casalzuigno.